# Miss Mundo 1954
Miss Mundo 1954 foi a 4ª edição do concurso de beleza feminino de Miss Mundo. O certame idealizado e produzido pelo gerente de vendas publicitárias da Mecca Leisure Group, Eric Douglas Morley, foi realizado no dia 18 de outubro de 1954. Tendo como palco o Lyceum Theatre, o concurso reuniu dezesseis (16) candidatas de diferentes países. A vencedora do certame foi a representante do Egito, Antigone Costanda. Sua antecessora, a francesa Denise Perrier estava assistindo sua vitória, mas naquela época não havia coroa ou faixa, portanto não houve qualquer cerimônia simbólica de coroação.

## O concurso

### Convites recusados
Era 1954 e os comitês de beleza de cada país, associados à Miss Mundo, começaram a organizar suas competições nacionais. Morley já tinha 22 patrocinadores no mesmo número de países que colaborariam com ele na quarta edição do concurso mundial. Mas nem tudo foi tão fácil.
Mônaco não realizou uma competição nacional devido à falta de candidatas. O comitê regional das Índias Ocidentais não conseguiu obter patrocínio econômico suficiente para enviar sua primeira Miss Trinidad & Tobago eleita, Seeta Indranie Mahabir, para a competição. O Brasil foi o primeiro país latino-americano a receber um convite formal para participar do concurso e eles seriam representados por Maria Martha Hacker Rocha, que meses antes competiu no Miss Universo e alcançou a posição de vice-campeã, no entanto, negou o convite devido a compromissos anteriormente adquiridos. A recém-eleita Miss Áustria, Felicitas Von Goebel, não viajou para a disputa por falta de patrocinadores, mas participaria no ano seguinte. E um quinto país, a Noruega, que decidiu enviar sua vencedora para os concursos Miss Universo e Miss Mundo, não foi representado em Londres pois Mona Stornes, 19 anos, de Oslo, decidiu não comparecer. Depois de competir em Long Beach no Miss Universo, ela queria tentar a sorte nos Estados Unidos, mas se apaixonou por um produtor de TV chamado Sandy Young, então quebrou o contrato de trabalho em uma boate de Hollywood para se casar em 19 de setembro de 1954 em Las Vegas. Embora na época o concurso aceitasse mulheres casadas, a beldade norueguesa preferia se estabelecer nos Estados Unidos e cumprir suas obrigações como dona de casa.

### Noite final
A final do concurso de 1954 foi realizada na segunda-feira, 18 de outubro, no Lyceum Ballroom, em Londres, e novamente foi organizada pela Mecca Dancing e patrocinada pelo jornal "Sunday Dispatch". A abertura do evento ficou a cargo de Oscar Rabin e sua banda. O mestre de cerimônias era Eamonn Andrews.
Este ano, o painel de jurado foi aumentado para nove membros. Elas eram Lady Isabel Barnett, Sir Cedric Hardwicke, pintor de retratos Simon Elwes, comediante de rádio Ben Lyon, atriz inglesa Gracie Fields, atriz americana Bebe Daniels, Claude Berr do comitê "Miss Europa" e Vijaya Lakshmi, alta comissária da Índia em Londres. Como no ano anterior, Charles Eade, do "Sunday Dispatch", foi o presidente da banca. Novamente, o sistema de votação foi baseado no “Voto por Maioria” implementado por Eric Morley no ano anterior. O ator Errol Flynn foi convidado como juiz, mas não apareceu e foi substituído pela Alto Comissária da Índia. Os juízes avaliavam as competidoras em sua elegância, figura, inteligência e apelo sexual. Eles também levariam em conta a reação da platéia no Lyceum Ballroom.
As candidatas desfilaram como sempre em vestidos de noite e maiôs. A passarela foi organizada em forma de T e, no caminho, as meninas eram constantemente iluminadas pelo flash dos fotógrafos. Novamente elas foram apresentados aleatoriamente na seguinte ordem: Suécia, Bélgica, Alemanha, Grécia, Itália, Holanda, Ceilão, França, Turquia, Irlanda, Dinamarca, Egito, Grã-Bretanha, Suíça, Estados Unidos e Finlândia. Quando desfilaram em trajes de banho, cada competidora tinha um pedestal próprio lindamente decorado como uma caixa de boneca com o nome de seu país e as jovens eram assistidas por duas modelos, também de maiô, que tiravam uma espécie de roupão transparente para que os juízes podiam apreciar suas figuras curvilíneas.
Os jurados selecionaram seis finalistas das 16 beldades que permaneceram vestindo seus trajes de banho para os prêmios finais. O sexto lugar foi para Miss Dinamarca, Grete Hoffenblad, uma bela loira de 17 anos da cidade de Rødovre. A dinamarquesa ganhou um prêmio de £ 25. O quinto lugar foi para a Miss Alemanha, Frauke Walther, 19, de Dusseldorf, ganhando 50 libras. O quarto foi para a Miss França, Claudine Bleuse, de Villeconin, com 60 libras em dinheiro. Enquanto isso, o terceiro lugar foi concedido à Miss Grécia, Efi Mela, 21, de Atenas, que ganhou £ 75 e o  segundo lugar, acabou por ser a Miss Estados Unidos, Karin Hultman, 22, do subúrbio de Brighton, Rochester, Nova Iorque. Ao ouvir o veredicto dos juízes, ela exclamou: "Uau, estou zangada. Eu sempre fico em segundo". A modelo americana que trabalhava para a empresa "Eastman Kodak" levou um prêmio de 100 libras no bolso. Com esse dinheiro, ela viajou para Estocolmo, Suécia e Roma, Florença e a ilha de Capri, na Itália, antes de retornar ao seu País-natal.
O título de Miss Mundo 1954 foi dado à Miss Egito, Antigone Costanda, uma modelo curvilínea de origem grega, residente em Alexandria com 21 anos de idade, olhos castanhos e cabelos em tom de mogno, que usava um maiô fino e dourado. Antigone media 1,80 m de altura, 59 kg e suas medidas eram 36-23-36. A egípcia ganhou uma tigela de prata como cortesia do jornal "Sunday Dispatch", um buquê de flores, uma jóia, um cheque de 500 libras (cerca de US $ 1.400 para a época) e a oportunidade de fazer uma carreira no cinema. No momento em que foi proclamada, gritou em francês "Hurrah por Antigone". Além disso, ela disse que seu triunfo foi dedicado a Marina Papaelia, sua compatriota que no ano passado se tornou finalista e a dor de cabeça de Morley. Quando perguntada sobre seu triunfo, a nova Miss Mundo disse que "esperava entrar nos três primeiros", "Mas isso foi mais do que eu esperava. Vou sair da cidade nos próximos dias antes de fazer planos", acrescentou. Pela primeira vez, a rainha cessante participou do concurso como espectadora. Denise Perrier aplaudiu a nova rainha da seção VIP do salão de baile. Naquela época, a vencedora não recebia uma coroa e, dessa vez, também não recebeu faixa.

### Vitória contestada
Como sempre acontece em concursos de beleza, nem todas as participantes concordaram com o triunfo da beleza vencedora. Miss França parecia que ia chorar a qualquer momento. Uma vez nos provadores, ela começou a chorar inconsolavelmente, sendo confortada pela senhorita Turquia. Quando entrevistada pela imprensa, ela disse que se sentia muito triste e não quis dizer isso para ela, mas porque achava que quem deveria ter vencido era sua amiga Miss Bélgica. Enquanto conversava com os repórteres, ela enxugou as lágrimas com um lenço que a senhorita Ceilão lhe emprestara. Miss Suécia afirmou que Antigone parecia muito gorda de rosto e nos quadris, mas que tinha muito sex appeal. "Ela sabe sorrir, mas não é bela". A candidata do Ceilão disse em referência à nova Miss Mundo que "Ela é legal, mas quem deveria ter vencido é a Miss Grécia que tem uma beleza clássica". Miss Alemanha concordou que a nova rainha da beleza tinha muito sex appeal, mas que tinha apenas um rosto legal, mas não bonito, "sua passarela parece muito como a de Marilyn Monroe, mas não caminha assim tão naturalmente."
Logo, as meninas trocaram de roupa e foram comemorar no Stork Night Club, uma festa que também contou com os juízes. Na festa, a juíza Gracie Fields disse à candidata da Finlândia que achava que venceria porque havia votado nela. Mas, aparentemente, o sistema "Voto pela Maioria" não a beneficiou. Nos dias seguintes, a vencedora e duas de suas finalistas (Miss USA e Miss Alemanha) visitaram várias cidades britânicas para promover o concurso.

### Campeã

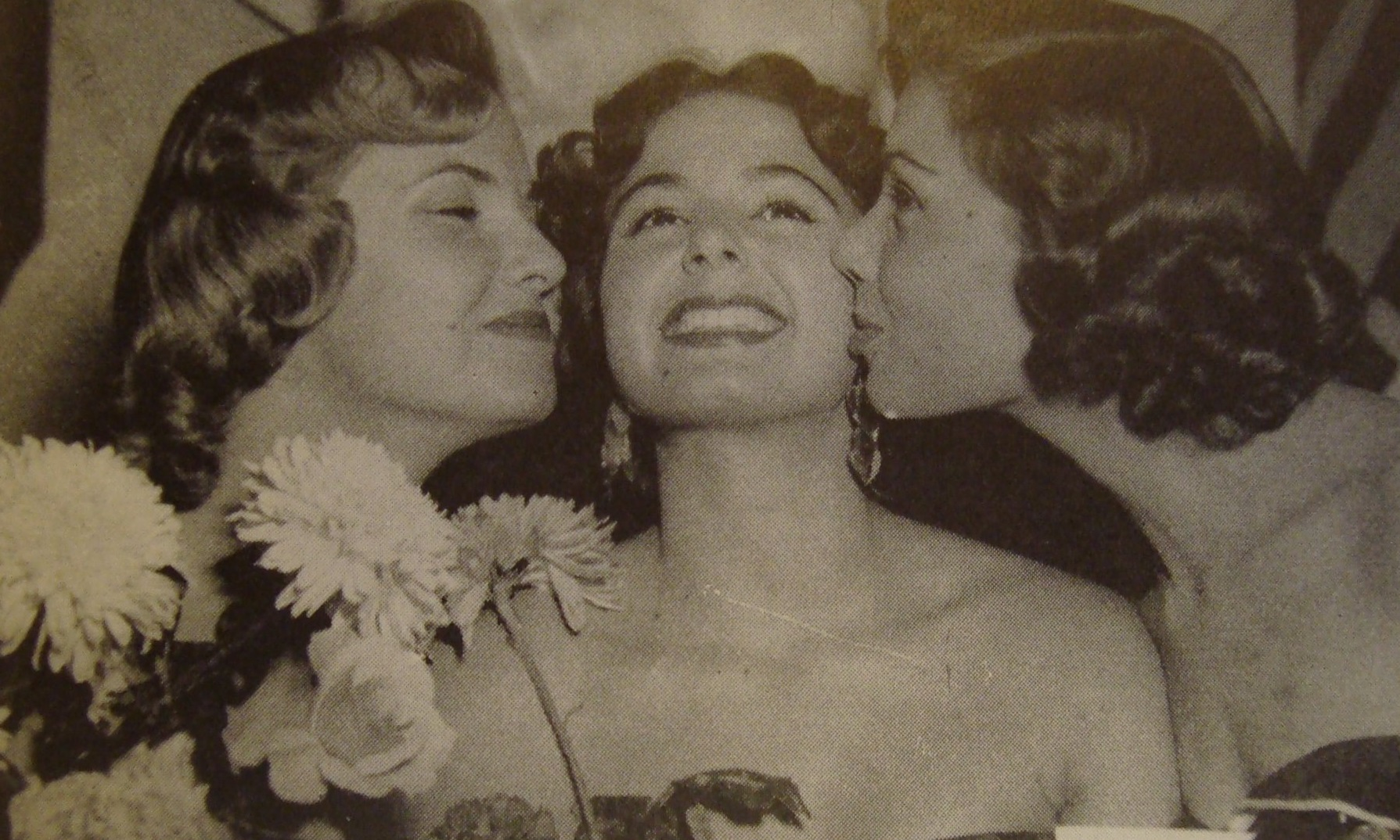
Antogine, ao centro, rodeada por suas duas finalistas

De acordo com seu registro de nascimento, Antigone nasceu no Chipre em 13 de novembro de 1932, tinha 21 anos e não 19 (conforme registrado pela imprensa no momento da conquista do título). Além do árabe, ela se comunica bem em grego, francês, inglês e italiano. Sua família tinha um supermercado na cidade de Kafr-El-Dawar, perto de Alexandria. Ela fez carreira como modelo profissional no Oriente Médio, França, Grécia e Itália, além de ter recebido inúmeras ofertas para trabalhar no cinema, mas rejeitou todas elas. Teve um relacionamento de sete anos com o engenheiro mecânico Eddie Salmona, mas o relacionamento acabou depois que ela foi eleita Miss Mundo. Posteriormente, Antigone se dedicou ao Design de Interiores e abriu sua própria empresa fora de seu país. Ela viveu muitos anos em Roma e não voltou na edição seguinte do concurso para coroar sua sucessora devido a problemas políticos entre o Reino Unido e o Egito devido ao Canal de Suez. Em 2006, ela participou do concurso Miss Egito como convidada. Mais tarde, ela foi uma das juradas no Miss Mundo 2011 em Londres.

## Resultados
| Posição   | País e Candidata                 |
| Vencedora | - Egito - Antigone Costanda      |
| 2º. Lugar | - Estados Unidos - Karin Hultman |
| 3º. Lugar | - Grécia - Efi Mela              |
| 4º. Lugar | - França - Claudine Bleuse       |
| 5º. Lugar | - Alemanha - Frauke Walther      |
| 6º. Lugar | - Dinamarca - Grete Hoffenblad   |

## Jurados
Ajudaram a definir a campeã:
1. Simon Elwes, pintor;
2. Sir Cedric Hardwicke, ator inglês;
3. Claude Berr, membro do comitê "Miss Europa";
4. Charles Eade, editor do jornal "Sunday Dispatch";
5. Vijaya Lakshmi, diplomata indiana em Londres;
6. Lady Isobel Barnett, atriz escocesa;
7. Bebe Daniels, atriz americana;
8. Gracie Fields, atriz;

## Candidatas
Disputaram o título este ano:
| - Alemanha - Frauke Walther - Bélgica - Nelly Elvire Dehem - Ceilão - Jeannette de Jonk - Dinamarca - Grete Hoffenblad - Egito - Antigone Costanda - Estados Unidos - Karin Hultman - Finlândia - Yvonne de Bruyn - França - Claudine Bleuse | - Grã-Bretanha - Patricia Butler - Grécia - Efi Mela - Holanda - Conny Harteveld - Irlanda - Connie Rodgers - Itália - Christina Fantoni - Suécia - Margareta Westling - Suíça - Claudine Chaperon - Turquia - Sibel Göksel |

## Histórico

### Substituição
- Itália - Eugenia Bonino ► Christina Fantoni

### Desistências
- Áustria - Felicitas Von Goebel
- Brasil - Martha Rocha
- Israel - Malka Rozenblat
- Noruega - Mona Stornes
- Trindade e Tobago - Seeta Indranie Mahabir